# Rùn (meme)
Rùn (en chino: 润, romanizado: rùn) es un meme de Internet chino que expresa el deseo de escapar del país de residencia actual. Originalmente significando «rentable» o «humedecer», la palabra adquirió su significado adicional porque su pronunciación se asemeja a la palabra en inglés run («correr» o «huir»). Experimentó un aumento en su uso debido a los estrictos confinamientos por COVID-19 en la República Popular China a principios de 2022, lo que llevó a muchos ciudadanos chinos a considerar emigrar de China.
Rùn tiene un término derivado: runology o runxue (en chino: 润学, romanizado: rùn xué), que significa «el estudio de huir».

## Antecedentes
Los jóvenes chinos han experimentado un empeoramiento de las perspectivas económicas y una disminución de las libertades políticas. Además de tang ping, negarse a trabajar demasiado y llevar un estilo de vida relajado, y neijuan, trabajar demasiado sólo para lograr ganancias marginales, una tercera respuesta es emigrar de China. Esta respuesta se denomina rùn.
El término comenzó como un medio para eludir la censura y fue popular sólo entre los grupos minoritarios que deseaban escapar a un país más amigable para ellos. Sin embargo, durante el brote de COVID-19 en Shanghái de 2022, la palabra rùn ganó prominencia debido a las estrictas reglas de confinamiento y la represión gubernamental contra las libertades personales. Las búsquedas en Internet de consultas relacionadas con la inmigración se dispararon en la primera semana del 28 de marzo, cuando Shanghái inició sus cierres. Un anuncio del 3 de abril de que el gobierno continuaría con su política de COVID Cero provocó otro aumento en las consultas de búsqueda. Por ejemplo, las búsquedas de «condiciones para emigrar a Canadá» aumentaron casi 30 veces.  Desde entonces, el motor de búsqueda chino Baidu ha desactivado las estadísticas para búsquedas relacionadas con la inmigración.
Incluso después del final de la pandemia, la emigración continuó debido a la alta tasa de desempleo juvenil de China y la lucha de la economía china por recuperarse. Las preocupaciones de la gente incluyen factores sociopolíticos más amplios, como la represión gubernamental contra las grandes empresas y un sector inmobiliario en quiebra, así como razones personales, como una mejor educación para sus hijos y una mejor atención médica.
Además de razones económicas y políticas, la gente ha citado cuestiones sociales como motivo para el rùn. Los problemas comunes incluyen:
- Expectativas sociales y familiares para encontrar trabajo y casarse.
- Competencia excesiva tanto en el sistema educativo como en el lugar de trabajo, especialmente culturas laborales tóxicas como el sistema de 996 horas de trabajo.
- Los grupos LGBT no pueden revelar sus identidades sexuales en una sociedad menos tolerante con su orientación sexual.
- Discriminación de mayores de 35 años en el proceso de contratación.
- Discriminación laboral basada en género, incluida la ampliación de las brechas salariales de género y la falta de voluntad para contratar mujeres que puedan necesitar licencias de maternidad remuneradas.

## Significado
Además de simplemente indicar el deseo de escapar de China, rùn tiene connotaciones adicionales. Algunos creen que el objetivo de rùn no es buscar ganancias económicas, sino escapar del clima político y social opresivo de China. Juan Zhang escribió que las decisiones de rùn, nacidas de las circunstancias cambiantes bajo el COVID-19, son a menudo «impetuosas» y carecen de planificación a largo plazo. Además, para quienes no pueden trasladarse a un país extranjero por capricho, la emigración suele requerir años de preparación y está llena de obstáculos e incertidumbres. Por lo tanto, el deseo de rùn puede verse atenuado por la cantidad de esfuerzo necesario para realizarlo. Biao Xiang, investigador del Instituto Max Planck de Antropología Social, señaló que rùn no se limita a una expresión de escapismo. Para aquellos que saben que no pueden salir del país, las discusiones sobre la emigración transmiten sus críticas al presente y sus esperanzas de una vida mejor.

## Recepción
Muchos jóvenes chinos se identifican como seguidores del movimiento runology y el término se ha convertido en una palabra de moda en línea. Las discusiones sobre runxue no están completamente censuradas. Sin embargo, las autoridades chinas parecen desconfiar de su ideología: algunos artículos sobre sugerencias sobre la emigración han sido bloqueados y las cuentas que los publican han sido suspendidas.
A pesar de la popularidad del movimiento, a los ciudadanos chinos les resultó más difícil emigrar durante la pandemia de COVID-19. Los pasaportes son un requisito previo para salir de China, pero el gobierno chino dejó de emitir y renovar documentos de viaje para viajes no esenciales desde 2020, citando la posibilidad de que los viajeros que regresan propaguen el COVID-19 en China después de haber sido infectados en el extranjero.
En 2023, la emigración se reanudó después de que el gobierno chino levantara los estrictos controles fronterizos. Como a los ciudadanos chinos les resulta más difícil obtener una visa para ingresar a los Estados Unidos, algunos optaron por ingresar ilegalmente a dicho país a través de México, fenómeno conocido como zouxian (ruta a pie). De enero a septiembre de 2023, la Patrulla Fronteriza de Estados Unidos arrestó a 22 187 ciudadanos chinos que cruzaban ilegalmente la frontera entre Estados Unidos y México, casi 13 veces el número de arrestados en el mismo período de 2022. Países asiáticos como Japón, Tailandia y Vietnam también vieron una ola de inmigrantes chinos después de la pandemia.